# Coles
Coles es un municipio español de la provincia de Orense en Galicia. Pertenece a la Comarca de Orense

## Geografía
Integrado en la comarca de Orense, la sede del concello, situada en Vilarchao, se sitúa a 10 kilómetros de la capital provincial. El término municipal está atravesado por la carretera N-525 entre los pK 244 y 249, además de por la carretera N-540, que une Orense con Lugo. 
Respecto a la orografía, esta no es muy elevada. Por el norte destaca el Castro de Santa Águeda (684 metros), en el límite con Vilamarín, y por el oeste, los montes de Cambeo (cota máxima de 497 metros). La zona oriental es un talud, sostenido por pequeñas formaciones graníticas, que descienden hasta el río Miño. En relación con los ríos, el Miño es el principal y rodea el término por el sureste, represando sus aguas en el embalse de Velle. Existen otros ríos, como el Barra, que hace de límite con  A Peroxa antes de desembocar en el Miño. La altitud del territorio oscila entre los 660 metros en las cercanías del Castro de Santa Águeda y los 120 metros a orillas del Miño. La sede del concello se alza a 385 metros. 
| Noroeste: Villamarín | Norte: La Peroja | Noreste: La Peroja         |
| Oeste: Amoeiro       |                  | Este: Pereiro de Aguiar    |
| Suroeste: Orense     | Sur: Orense      | Sureste: Pereiro de Aguiar |

## Geografía humana

### Demografía
Cuenta con una población de 3172 habitantes (INE 2024).
| Gráfica de evolución demográfica de Coles entre 1842 y 2021                                                           |
| |
| Población de derecho según los censos de población del INE. Población de hecho según los censos de población del INE. |

### Organización territorial
El municipio está formado por ochenta y nueve entidades de población distribuidas en once parroquias:
- Albán (San Pelagio)[6][8]
- Cambeo (San Esteban)[9]
- Coles (San Juan)[10]
- Gueral (San Martín)[11]
- Gustey[6] (Santiago)[12]
- La Barra[6] (Santa María)[13]
- La Peroja[6] (San Eusebio)[14]
- Melias (San Miguel)
- Rivela[6] (San  Julián)[15]
- Santa Marina de Albán[6]
- Ucelle (Santa María)